# Eclytus egregius
Eclytus egregius là một loài tò vò trong họ Ichneumonidae.